# Branimir Polovina
Branimir Polovina (Vukovar, 22. lipnja 1950. – Ovčara, 20. studenoga 1991.), bio je radijski tehničar Hrvatskoga radija Vukovar.

## Životopis
Rođen je u Vukovaru 1950. godine. Osnovnu školu pohađao je u rodnome gradu a srednju tehničku školu, smjer radio-mehaničara, u Vinkovcima. Od 1. rujna 1972. do 20. studenoga 1991. godine djelatnik je i radijski tehničar Hrvatskoga radija Vukovar.
Montirao je posljednji izvještaj Siniše Glavaševića koji je odaslan u svijet, 18. studenoga 1991. godine. Nakon pada grada Vukovara u Domovinskom ratu odveden je iz vukovarske bolnice zajedno s ranjenicima, bolesnicima, medicinskim osobljem i civilima a naknadno je utvrđeno da je ubijen i pokopan u masovnoj grobnici na Ovčari 20. studenoga 1991. godine a ekshumiran je i identificiran u veljači 1997. godine.
Pokopan je pokraj kolege i prijatelja Siniše Glavaševića na Mirogoju u Zagrebu, 14. ožujka 1997. godine.

## Spomen
- Spomen-ploča s imenima hrvatskih novinara, snimatelja i tehničara ubijenim u Domovinskome ratu na kojoj je i ime Branimira Polovine postavljena je na zgradi Hrvatskoga novinarskog doma u Zagrebu.[8]

## Vanjske poveznice
- (engl.) Amnesty International: Croatia: Amnesty International Calls for Justice for Siniša Glavašević and Other Victims of Unlawful Execution in Vukovar